# بادی هورن
بادی هورن (انگلیسی: Buddy Horne؛ زادهٔ ۴ اکتبر ۱۹۳۳) بازیکن هاکی روی یخ اهل کانادا بود.